# Adam Pålsson
Adam Gustav Justus Pålsson (født 25. marts 1988) er en svensk skuespiller og musiker. Han blev uddannet på Rytmus musikgymnasium og studerede senere på Teaterhögskolan i Stockholm fra 2008 til 2011.
Pålsson har arbejdet på teateret Dramaten i Stockholm og er blandt andet kendt for rollen som Kurt Wallander i Netflix-serien Young Wallander. Han vandt i 2017 prisen Kristallen for sin medvirken i tv-serien Inden vi dør.

## Udvalgt filmografi
- Håkan Bråkan & Josef (2004)
- Et øje rødt (2007)
- Som dag og nat (2009)
- Himlen är oskyldigt blå (2010)
- Tør aldrig tårer bort uden handsker (tv-serie, 2012)
- LasseMajas Detektivbureau: Von Broms hemmelighed (2013)
- Solsidan (tv-serie, 2015)
- Broen (tv-serie, 2015-2018)
- Inden vi dør (tv-serie, 2017-2019)
- Ted - For kærlighedens skyld (2018)
- Dirigenten (tv-serie, 2018)
- Helt perfekt (tv-serie, 2018-2020)
- Pelle Haleløs (animationsfilm, 2020)
- Young Wallander (tv-serie, 2020-2022)
- Kongens hemmelige elsker (tv-serie, 2021)
- Stockholm Bloodbath (2023)
- STHLM Blackout (tv-serie, 2024)
- Nova & Alice (2024)